# حبيل حدق

تعديل مصدري - تعديل

حبيل حدق هي إحدى قرى عزلة سباح بمديرية سباح التابعة لمحافظة أبين، بلغ تعداد سكانها 152 نسمة حسب تعداد اليمن لعام 2004.